# Pianiga
Pianiga – miejscowość i gmina we Włoszech, w regionie Wenecja Euganejska, w prowincji Wenecja. Według danych na rok 2004 gminę zamieszkuje 9139 osób, 456,9 os./km².